# The Dust of Time
The Dust of Time (zu deutsch: „Der Staub der Zeit“) ist ein Spielfilm von Theo Angelopoulos aus dem Jahr 2008. Die internationale Koproduktion ist der zweite Teil einer Trilogie, die Angelopoulos im Jahr 2004 mit dem Film Die Erde weint begann, und die aufgrund seines Todes 2012 unvollendet blieb.

## Handlung
In Rom versucht ein Regisseur 1999, einen Film über das Leben seiner Mutter zu vollenden, scheitert jedoch am Finale des Films. Er erinnert sich an die verschiedenen Stationen im Leben seiner Mutter Eleni. Sie ist Griechin, ebenso ihr Geliebter Spyros. Nach dem Ende des Zweiten Weltkriegs sucht Spyros in verschiedenen Ländern nach Eleni und gelangt schließlich mit falschen Papieren in die Sowjetunion, wohin es infolge des Bürgerkriegs in Griechenland auch Eleni verschlagen hat. Er findet sie 1953, am Tag von Stalins Tod, in Taschkent. Die beiden lieben sich in der Straßenbahn und werden verhaftet. Eleni wird nach Sibirien verbannt, Spyros wird inhaftiert. Eleni erwartet ein Kind von Spyros – den späteren Regisseur.
In Sibirien trifft Eleni den deutschen Juden Jacob. Dessen Schwester Rachel, die in Moskau lebt, nimmt Elenis Sohn in Obhut. Erst 1974 dürfen Eleni und Jacob Sibirien verlassen. Als Transitreisende erreichen sie Österreich. Eigentlich möchte Jacob nach Israel ausreisen, während Eleni in die USA und damit auf die Suche nach dem dort lebenden Spyros gehen will. Schließlich bleibt Jacob aber aus Liebe bei Eleni. Diese sucht in New York nach Spyros, bis sie ihn eines Tages tatsächlich findet. Einige Zeit darauf sieht sie auch ihren Sohn wieder, der inzwischen erwachsen ist und in Kanada lebt.
Im Jahr 1989 lernt der Regisseur bei Dreharbeiten die Deutsche Helga kennen. Sie bekommen eine Tochter, der sie den Namen Eleni geben. Die Ehe zerbricht, und das Kind Eleni entwickelt psychische Probleme. Vergeblich versucht der Regisseur, seine Frau, die nach Rom gereist ist, zur Rückkehr zur Familie zu bewegen. Währenddessen ist Eleni verschwunden. Seit einer Woche war sie nicht mehr in der Schule. Mehrfach ruft sie weinend ihren Vater an, legt jedoch auf, sobald er abhebt. Helga gibt eine Vermisstenanzeige auf, und der Regisseur reist zurück nach Berlin. Am Vorabend des Silvestertages 1999 kommen alle zusammen: Eleni und ihr Mann Spyros haben sich entschieden, nach Griechenland zurückzugehen. Sie machen einen Zwischenhalt in Berlin und werden von ihrem Sohn abgeholt. Spyros und seine Frau erhalten im Hotel Besuch von Jacob, der inzwischen in Leipzig lebt und wegen einer Erbschaftsangelegenheit in Berlin ist. Zu dritt gehen sie am Silvestertag in eine Bar, wie sie es einst in Toronto taten, als Spyros Eleni einen Heiratsantrag machte; Jacob durchlebt die Verlustgefühle noch einmal, die er 1974 in New York City hatte, als sich Eleni jeden Tag auf die Suche nach Spyros machte. Zu dritt gehen sie zur U-Bahn-Station, wo Eleni nach einem Tanz mit beiden Männern einen Schwindelanfall erleidet.
Der Regisseur erfährt unterdessen, dass sich seine Tochter in einem besetzten Abbruchhaus aufhält und sich das Leben nehmen will. Er eilt mit seiner Mutter und Spyros dorthin, und es gelingt, Eleni von ihrem Plan abzubringen. Ihre Großmutter wiederum ist von den Ereignissen des Tages äußerst erschöpft und legt sich nachmittags zum Schlafen hin. Jacob sucht sie und Spyros erneut auf und verabschiedet sich von der schlafenden Eleni. Kurz darauf stürzt er sich in die Spree. Eleni erwacht, als es bereits dunkel ist, und will den Tisch für das Silvesteressen decken. Plötzlich bricht sie zusammen und stirbt, während die Menschen in Berlin den Jahreswechsel feiern.

## Produktion
The Dust of Time wurde von Januar bis Februar 2008 unter anderem in Rom und Berlin gedreht. Der Film wurde erstmals am 22. November 2008 auf dem Thessaloniki International Film Festival aufgeführt. In Deutschland lief er erstmals im Februar 2009 im Rahmen der Berlinale. Am 29. Oktober 2009 lief er in den deutschen Kinos an und erschien 2010 auf DVD.

## Kritik
Die Frankfurter Allgemeine Zeitung kritisierte, dass „die Orte der Handlung […] zusammengewürfelt [wirken], die Zeitsprünge hastig und willkürlich. Die Waage der Erzählung, auf der Angelopoulos die Schlüsselmomente eines Jahrhunderts und die Etappen einer traurigschönen Liebesgeschichte ausbalancieren will, kommt nie ganz ins Gleichgewicht, der Film taumelt von einer szenischen Behauptung in die andere.“ Die „großen, sorgfältig choreographierten Kinobilder“, die Angelopoulos’ Filme auszeichnen, seien zwar vorhanden, würden jedoch in der Luft hängen, da sie in der Geschichte selbst keinen Halt finden würden. Die einzelnen Figuren des Films wiederum seien nur „Schemen einer ebenso gewaltigen wie leblosen Konzeption.“ Die Zeit kritisierte, dass dem Film „weitgehend die großen visuellen Angel- und Ruhepunkte fehlen“ und die Geschichte durch ihre zahllosen Zeitsprünge mit der Zeit beliebig werde.
Das Lexikon des internationalen Films bemängelte, dass Regisseur Angelopoulos „nur in wenigen bewegenden Momenten an die epische Kraft und Poesie früherer Meisterwerke anknüpfen [könne] und […] sich allzu oft in fahrigen Handlungsfetzen und hölzern aufgesagten Dialogen [verliere].“